# 对美国支持红色高棉的指控

民主柬埔寨国旗，其设计由高棉游击队使用

自红色高棉赢得柬埔寨内战并成立民主柬埔寨之后，两国关系一直保持高度敌对，然而，有很多专家和学者指控美国在美国投票支持红色高棉及其领导的民主柬埔寨联合政府保留柬埔寨的联合国席位，一直到1993年，而红色高棉早在1979年越南入侵柬埔寨期间已被越南推翻，仅控制柬埔寨的一小部分。还有报道称，美国鼓励中国为红色高棉提供军事支持。也有多个消息来源提出相关指控，特别是美国政治学家迈克尔·哈斯，声称美国直接领导红色高棉并提供军事支持，以削弱越南和苏联在东南亚的影响力。这些指控遭到美国政府和记者内特·塞耶的质疑，塞耶认为美国对红色高棉的援助实际上很少甚至根本没有到达红色高棉。

## 背景

### 红高掌权
红色高棉于1975年，在柬埔寨内战中击败了高棉共和国，成立民主柬埔寨。内战中，高棉共和国得到了美国的大力支持，包括提供军事援助以及对红色高棉的大规模轰炸。在柬埔寨驻有大量士兵的北越和中国是内战期间红色高棉的主要支持者，1975 年至 1979 年间，红色高棉在柬埔寨发动了种族灭绝，造成近150万至200万人死亡。

### 越南入侵
1978年底，越南入侵柬埔寨，建立了由红色高棉叛逃者领导的柬埔寨人民共和国。 越南入侵的动机是红色高棉针对越南平民发动屡次跨境袭击，以及针对柬埔寨境内的越南裔柬埔寨人实施种族灭绝
越南仅用17天就推翻了红色高棉，随后军事占领了柬埔寨11年。入侵之后，越南试图公开红色高棉的罪行，在巴祝寺为受害者建立了纳骨塔，并说服柬埔寨人民党也为红色高棉的柬埔寨受害者建立纳骨塔
为了惩罚越南推翻红色高棉，中国以越南迫害越南华侨以及越境挑衅唯有，于1979年2月进攻越南。美国则对越南实施了更多制裁并冻结了国际货币基金组织对越南的贷款”。  
1991年巴黎和平协定签署后，泰国继续允许红色高棉在泰国边境进行贸易和活动，以维持其活动。尽管国际社会，尤其是美国和澳大利亚，提出了批评导致其拒绝通过任何直接军事支持”。 

### 柬埔寨的联合国席位
由于中国和西方国家反对越南入侵和占领柬埔寨，红色高棉被允许占据柬埔寨在联合国的席位直至1982年。1982年后，联合国席位由红色高棉主导的联盟——民主柬埔寨联合政府占据。在中国、美国和西方国家的支持下，红色高棉主导的CGDK一直占据柬埔寨在联合国的席位直至1993年。

## 美国外交支持
据记者伊丽莎白·贝克尔报道，前美国国家安全顾问兹比格涅夫·布热津斯基“声称他炮制了说服泰国与中国全面合作重建红色高棉的想法。布热津斯基说，1979年春，他利用泰国外交部长的来访来推进他的计划。” 1998年，布热津斯基在致《纽约时报》的一封公开信中表示：“中国人在援助波尔布特，但美国并没有提供任何帮助。此外，我们明确告诉中国人，在我们看来，波尔布特是一个令人憎恶的人，美国不会与他有任何直接或间接的联系。” 然而，布热津斯基在1980年表示：“我鼓励中国人支持波尔布特。我鼓励泰国人帮助他们（红色高棉），我们永远无法支持（波尔布特），但中国可以。”  2017年布热津斯基去世后，《纽约时报》刊登了他的讣告，称他“默许”中国支持红色高棉。  1979年至1986 年，中国在其领土上训练红色高棉士兵，“直到 1990 年还向红色高棉部队派驻军事顾问”， 并在 1980 年代“提供了至少 10 亿美元的军事援助”。 
1975年11月，美国国家安全顾问兼国务卿亨利·基辛格对泰国外长说：“你应该告诉柬埔寨人我们会与他们成为朋友。他们是杀人恶棍，但我们不会因此却步。”1998年，基辛格在采访中表示：“一些国家，尤其是中国，支持波尔布特作为抗衡越南的力量。我们至少是容忍了这种情况。"他强调自己并不赞同，因为波尔布特政权犯下了种族灭绝罪行，并说：“我绝不会为了任何目的与波尔布特打交道。”他还补充说：“泰国人和中国人不想让越南主导印度支那地区，我们也不希望如此。我不认为我们为波尔布特做了什么，但我怀疑我们在别人这么做时选择视而不见。” 
柬埔寨领导人诺罗敦·西哈努克在1987年5月接受采访时，被批评为“为了达成目的不惜与魔鬼为伍”时，西哈努克反驳说：如果要谈魔鬼，美国也支持红色高棉。早在1982年联合政府成立之前，美国每年都在联合国支持红色高棉的代表席位。美国嘴上说反对红色高棉、支持西哈努克和宋双，但实际上“魔鬼们”就在他们身边

## 美国军事支持的指控
据专门研究印支历史的历史学家汤姆·福思罗普 (Tom Fawthrop) 称，美国在20世纪80年代对红色高棉游击队的支持，对于该组织的生存“至关重要”，部分原因是出于对美国在越南战争中战败的报复。 维基解密披露了1978年50万份美国外交电报，显示吉米·卡特的政府一方面对红色高棉的暴行十分痛恨，另一方面又担心红色高棉垮台后越南在中南半岛的影响力可能增强，因此左右为难。 
据迈克尔·哈斯称，尽管美国在公开场合谴责红色高棉，但实际上却向该组织提供了军事支持，并在阻止联合国承认与越南结盟的柬埔寨政府方面发挥了关键作用。哈斯指出，美国和中国回应东南亚国家联盟解除红色高棉武装的倡议时，反而确保红色高棉继续持有武装，美国推动将红色高棉与盟友派系合并，最终导致了“柬埔寨民主联合政府”的建立。1982年后，美国每年对柬埔寨抵抗力量的秘密援助从400万美元增加到1000万美元。
新加坡外交官米金喜证实了哈斯的说法，他回忆道：“东盟希望在柬埔寨举行选举，但美国却支持一个实行过种族灭绝的政权。你们可曾想象，美国实际上曾支持过种族灭绝？”他还提到，美国与东盟在红色高棉问题上的分歧激烈到美国曾威胁过新加坡。
学者彼得·马奎尔 (Peter Maguire) 称，美国在1980年至1986年间向红色高棉提供了8500万美元，其中大约一半发生在关键的1979年和1980年提供给红色高棉。 
相比之下，内特·泰耶（Nate Thayer）指出：“美国一直严格避免直接援助红色高棉。”相反，美国向非共产主义的高棉人民民族解放阵线和西哈努克国家军提供非致命性援助。这两个组织虽与红色高棉同属联盟，但在战场上几乎没有合作，并在1987年之前与红色高棉交战过数十次。据泰耶称：“我在三个抵抗组织控制区待了数月，并与红色高棉多次接触，从未见到援助物资落入红色高棉之手或被其使用。”

## 国务院调查
尽管美国的政策是支持“15,000名无效的‘非共产主义’叛军”，乔尔·布林克里指出，有人指控部分美援（截至目前总计达2.15亿美元）最终流入了红色高棉手中。随后，由美国国务院情报与研究局的托马斯·芬格尔领导的调查发现，确实有一些“泄漏”情况——包括弹药共享、共同防守一座桥梁，以及用一辆卡车将“非共产主义”与红色高棉战士一起运往战场。
芬加本人对这份调查报告不以为意，称其为“附带现象”，并反问道：“我们更大的目标难道不是打败金边的越南傀儡吗？”